# Ariel Silva
Ariel Silva (2. prosinca 1998.) je angolski rukometaš. Nastupa za angolski klub G.D. Interclube i angolsku reprezentaciju.
Natjecao se na Svjetskom prvenstvu u Egiptu 2021. (30.).